# 마쓰다이라 시게타다
마쓰다이라 시게타다(일본어: 松平重忠, 1570년 ~ 1626년 8월 22일)는 아즈치모모야마 시대부터 에도 시대 초기까지의 무장, 다이묘이다. 도토미 요코스카 번 제2대 번주, 데와 가미노야마번 초대 번주를 지냈다. 기쓰키 번 노미 마쓰다이라가(杵築藩能見松平家) 제2대 당주. 요코스카 번 초대 번주 마쓰다이라 시게카쓰의 맏아들로, 관위는 종5위하, 단고노카미이다.
게이초 17년(1612년)에 오반가시라가 되었다. 게이초 19년(1614년), 오사카 전투가 시작되자, 겨울 전투에서는 오사카성 공격을, 여름 전투에서는 후시미성 수비를 담당했다. 겐나 7년(1621년), 슨푸 성주대행으로 임명되었다. 같은 해, 아버지 시게카쓰의 사망으로 가문을 계승하여 요코스카 번주가 되었다. 겐나 8년에는 가미노야마 번 4만 석 영지로 추가 전봉되었다. 간에이 3년(1626년) 57세의 나이로 사망하였고, 양자 마쓰다이라 시게나오가 그 뒤를 이었다.

## 같이 보기
- 이시카와 가즈마사 - 시게타다에게는 고종사촌형에 해당한다.

| 전임 마쓰다이라 시게카쓰 | 제5대 노미 마쓰다이라가 당주 1621년 ~ 1626년 | 후임 마쓰다이라 시게나오 |

| 전임 마쓰다이라 시게카쓰 | 제2대 요코스카 번 번주 (노미 마쓰다이라가) 1621년 ~ 1622년 | 후임 이노우에 마사나리 |

|  | 제1대 가미노야마번 번주 (노미 마쓰다이라가) 1622년 ~ 1626년 | 후임 마쓰다이라 시게나오 |